# Гейман фон Тейтшенбрунн, Иоганн
Иоганн Гейман фон Тейтшенбрунн (нем. Johann Heumann von Teutschenbrunn; 11 февраля 1711, Муггендорф, Верхняя Франкония — 29 сентября 1760, Альтдорф-бай-Нюрнберг) — немецкий учёный-правовед, историк права, педагог, доктор права.

## Биография
Иоганн Тейтшенбрунн родился 11 февраля 1711 года в Муггендорфе, община Визентталь. С 1730 года изучал историю и право в Альтдорфском университете, по окончании которого в 1739 году стал судебным приставом при княжеском Веймарском дворе, а в следующем году — экстраординарным профессором. В 1744 году был назначен профессором Альтдорфского университета в Нюрнберге.
Опубликовал множество работ в области преподавания документооборота и, так называемого, немецкого права. С другой стороны, его «Commentarii de re diplomatica imperatorum ac regum Germanorum (лат.)» (2 т., 1745—1753) и «Commentarii de re diplomatica imperatricum Augustarum ac reginarum Germaniae» (1749) сохранили свою ценность, благодаря опубликованным документам.
В своей работе «Initia iuris politiae Germanorum» (Нюрнберг, 1757) разработал первую систему немецкого полицейского права, которая сыграла важную роль в становлении полицейского права как самостоятельного предмета и области исследований в немецких университетах.
В 1759 году был возведён императором Францем I Стефаном в императорское дворянство.
Иоганн Тейтшенбрунн умер 29 сентября 1760 года в Альтдорф-Нюрнберге.

## Избранные сочинения
- «De re diplomatica imperatorum et regum Germaniae» (Нюрнберг, 1745)
- «De re diplomatika imperatorum Germaniae» (Нюрнберг, 1749).
- «De Insigni Germaniae, Eiusque Regis Titulo»